# Hermann Zabel (Germanist)
Hermann Zabel (* 29. Januar 1935 in Hagen; † 16. Januar 2020) war ein deutscher Germanist.

## Leben
Zabel absolvierte sein Studium der Germanistik, der evangelischen Theologie und der Philosophie von 1955 bis 1960 in Tübingen, Göttingen und Münster und unterrichtete zunächst als Lehrer an höheren Schulen. Im Jahr 1968 wurde er in Münster zum Doktor der Philosophie promoviert, ein Jahr später wurde er Dozent an der Pädagogischen Hochschule Westfalen-Lippe. Von 1969 bis 1971 war er Dozent und Wissenschaftlicher Rat sowie Professor an der Universität Münster. Nach seiner Habilitation in Münster 1971 erfolgte im selben Jahr die Berufung auf den Lehrstuhl für Deutsche Sprache und Literatur und ihre Didaktik an der Pädagogischen Hochschule Rheinland (Abteilung Bonn). 1987 wechselte er als Lehrstuhlinhaber für deutsche Sprache und Literatur an die Universität Dortmund, wo er bis 2000 tätig war.
Zudem war Zabel von 1980 bis 1996 Mitglied der Kommission für Rechtschreibfragen des Instituts für Deutsche Sprache sowie des Internationalen Arbeitskreises für Orthographie. Die Neuregelung der deutschen Rechtschreibung war auch Thema seiner Publikationen und Vorträge.
Zabel war evangelisch und hatte 1961 Gisela Bonn geheiratet. Aus dieser Ehe gingen die Kinder Thorsten, Tela und Thoralf Zabel hervor. Für sein jahrzehntelanges ehrenamtliches Engagement bei der Erforschung und Erhaltung des jüdischen Erbes in der Region  Hagen, wo er auch lebte, wurde Zabel mit dem Bundesverdienstkreuz ausgezeichnet.

## Veröffentlichungen (Auswahl)

### Sprachwissenschaftliche Publikationen
Als Autor
- Verweltlichung / Säkularisierung. Zur Geschichte einer Interpretationskategorie. Dissertation. Münster 1968.
- Deutschunterricht zwischen Lernzielen und Lehrplänen. Pädagogischer Verlag Schwann, Düsseldorf 1977, ISBN 3-590-15391-1.
- Probleme der Curriculumentwicklung. Zum Beispiel Deutsch, Gesamtschule Nordrhein-Westfalen. Eine Dokumentation. Schöningh, Paderborn 1977, ISBN 3-506-79771-9.
- mit Hans Glinz und Burkhard Schaeder: Sprache, Schrift, Rechtschreibung. Düsseldorf 1987, ISBN 3-447-05082-9.
- Verordnete Sprachkultur. Eine Bilanz der Bildungsreform im Bereich des Deutschunterrichts der Sekundarstufe II des Gymnasiums. Lang, Frankfurt am Main u. a. 1987, ISBN 3-8204-9730-7.
- Die neue deutsche Rechtschreibung. Überblick und Kommentar. Darstellung, Kommentierung und Anwendung des neuen amtlichen Regelwerks. Gütersloh 1997, ISBN 3-577-10694-8.

Als Herausgeber
- Sprachbarrieren und Sprachkompensatorik. Beiträge zum Problem Sozialisation und Sprache. Scriptor, Königstein/Ts. 1979, ISBN 3-589-20690-X.
- Studienbuch: Einführung in die Didaktik der deutschen Sprache und Literatur. Schöningh, Paderborn u. a. 1981, ISBN 3-506-78701-2.
- „Keine Wüteriche am Werk“: Berichte und Dokumente zur Neuregelung der deutschen Rechtschreibung. Padligur, Hagen 1996, ISBN 3-922957-46-3.
- Fremdwortorthographie. Beiträge zu historischen und aktuellen Fragestellungen. Niemeyer, Tübingen 1987, ISBN 3-484-31079-0.
- Der gekippte Keiser: Dokumentation einer Pressekampagne zur Rechtschreibreform. Studienverlag Brockmeyer 1989, ISBN 3-88339-715-6.
- Widerworte: „Lieber Herr Grass, Ihre Aufregung ist unbegründet“. Antworten an Gegner und Kritiker der Rechtschreibreform. AOL-Verlag, Aachen 1997, ISBN 3-8265-2859-X.
- Denglisch, nein danke! Zur inflationären Verwendung von Anglizismen und Amerikanismen in der deutschen Gegenwartssprache. IFB-Verlag, Paderborn 2001; 2. Aufl. 2003, ISBN 3-931263-35-5.
- Deutsch als Wissenschaftssprache. Thesen und Kommentare zum Problemkreis „Denglisch“. IFB-Verlag, Paderborn 2005, ISBN 3-931263-51-7.
- Stimmen aus Jerusalem. Zur deutschen Sprache und Literatur in Palästina/Israel. Unter Mitarbeit von Andreas Disselnkötter und Sandra Wellinghoff. Lit Verlag, Münster/Berlin 2006, ISBN 3-8258-9749-4
- Hohenlimburg unterm Hakenkreuz. Beiträge zur Geschichte einer Kleinstadt im Dritten Reich. Im Auftrag des Hagener Geschichtsvereins. Klartext Verlag, Essen 1998, ISBN 3-88474-720-7.

### Werke zur Erinnerungskultur an die jüdisch-deutsche Geschichte
- Verschwiegen – vergessen – verdrängt: Altes und Neues vom Heimatverein. Hag und Herchen, Frankfurt am Main 1986, ISBN 3-89228-060-6.
- Zerstreut in alle Welt. Zur Geschichte und Nachgeschichte einer jüdischen Kleinstadtgemeinde. Padligur, Hagen 1988, ISBN 3-922957-14-5.
- als Hrsg.: Mit Schimpf und Schande aus der Stadt, die ihnen Heimat war. Beiträge zur Geschichte der jüdischen Gemeinde Hagen. Padligur, Hagen 1994, ISBN 3-922957-37-4.
- als Hrsg.: Zweifache Vertreibung. Erinnerungen an Walter A. Berendsohn. Klartext, Essen 2000, ISBN 3-88474-925-0.
- In der Erinnerung liegt das Geheimnis der Erlösung. Gespräche mit Israelis deutscher Muttersprache (= Beiträge zur Förderung des christlich-jüdischen Dialogs Bd. 19). Klartext, Essen 2002, ISBN 3-89861-074-8.